# 中小田井

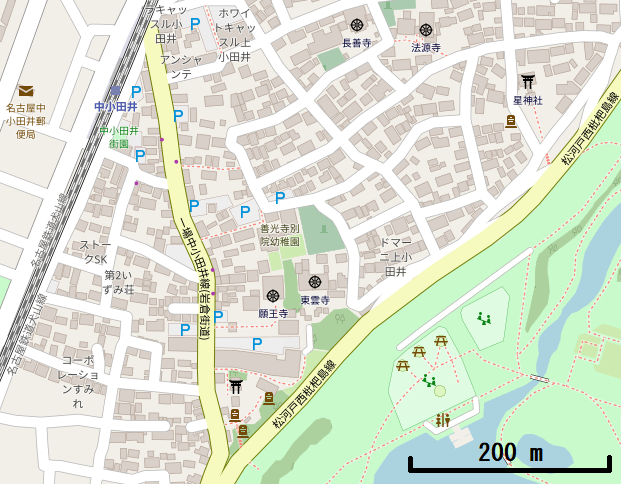
中小田井街並み保存地区付近の地図

中小田井（なかおたい）は、愛知県名古屋市西区の地名である。現行行政地名は山田町大字中小田井および中小田井一丁目から中小田井五丁目。住居表示未実施。

## 概要
岩倉街道沿いの一部が1987年（昭和62年）に名古屋市の町並み保存地区に指定されている。1891年（明治24年）の濃尾地震などにより被害を受けたため、現存する建物はそれ以降のものが多い。

## 地理
愛知県名古屋市西区北西部に位置する。東は山田町中小田井・上小田井一丁目および同二丁目、西は山田町中小田井、南はあし原町・清須市に接する。

## 歴史
織田敏定が尾張守護所清洲城の支城として小田井城を築く。のち本拠を清洲城に移したため、弟の織田常寛が城主となった。常寛は1492年（明応元年）に東雲寺（臨済宗妙心寺派）を創建した。
1667年（寛文7年）、枇杷島橋西詰（下小田井村）市場が開設され、岩倉近辺から野菜を運んだ人が、中小田井で帰りに味噌や油を買い求めた。これによって街道沿いには商家が立ち並んだ。1671年（寛文11年）当時の戸数141、住人664と『寛文村々覚書』にある。　
1757年（宝暦7年）の「宝暦の洪水」の被害を受ける。『西春日井郡誌』によると、これ以降10回の水害があった。
1822年（文政5年）時点で戸数は137、住人は564人であった（『尾張徇行記』）。

### 町名の由来
中小田井の南東部を通る大浦悪水路が織田丹波守領内の用水という意味で、「織田殿の井通」と通称されていたことから転じて、付近に小田井村の名がついたとされる。また、そのうちの地理的に中央に位置したことにより江戸時代に中小田井村として独立したものであるという。

### 沿革
- 1889年（明治22年）10月1日 - 町村制施行に伴い、西春日井郡中小田井村となる[10]。このとき、大字は編成せず[10]。
- 1906年（明治39年）7月16日 - 合併に伴い、西春日井郡山田村大字中小田井となる[10]。
- 1955年（昭和30年）10月1日 - 名古屋市西区編入に伴い、同区山田町大字中小田井となる[10]。
- 1970年（昭和45年）10月21日 - 山田町大字中小田井の一部があし原町およびこも原町に編入される[10]。
- 1975年（昭和50年）10月15日 - 山田町大字中小田井の一部が貴生町・二方町・八筋町にそれぞれ編入される[10]。
- 1980年（昭和55年）2月24日 - 西区中小田井一丁目および中小田井二丁目が山田町大字中小田井の一部、中小田井三丁目が山田町大字中小田井・あし原町の各一部、中小田井四丁目および中小田井五丁目が山田町大字上小田井・山田町大字中小田井の各一部によりそれぞれ成立する[10]。また、山田町大字中小田井の一部があし原町などにそれぞれ編入される[9]。

## 歴史的建造物とその現状

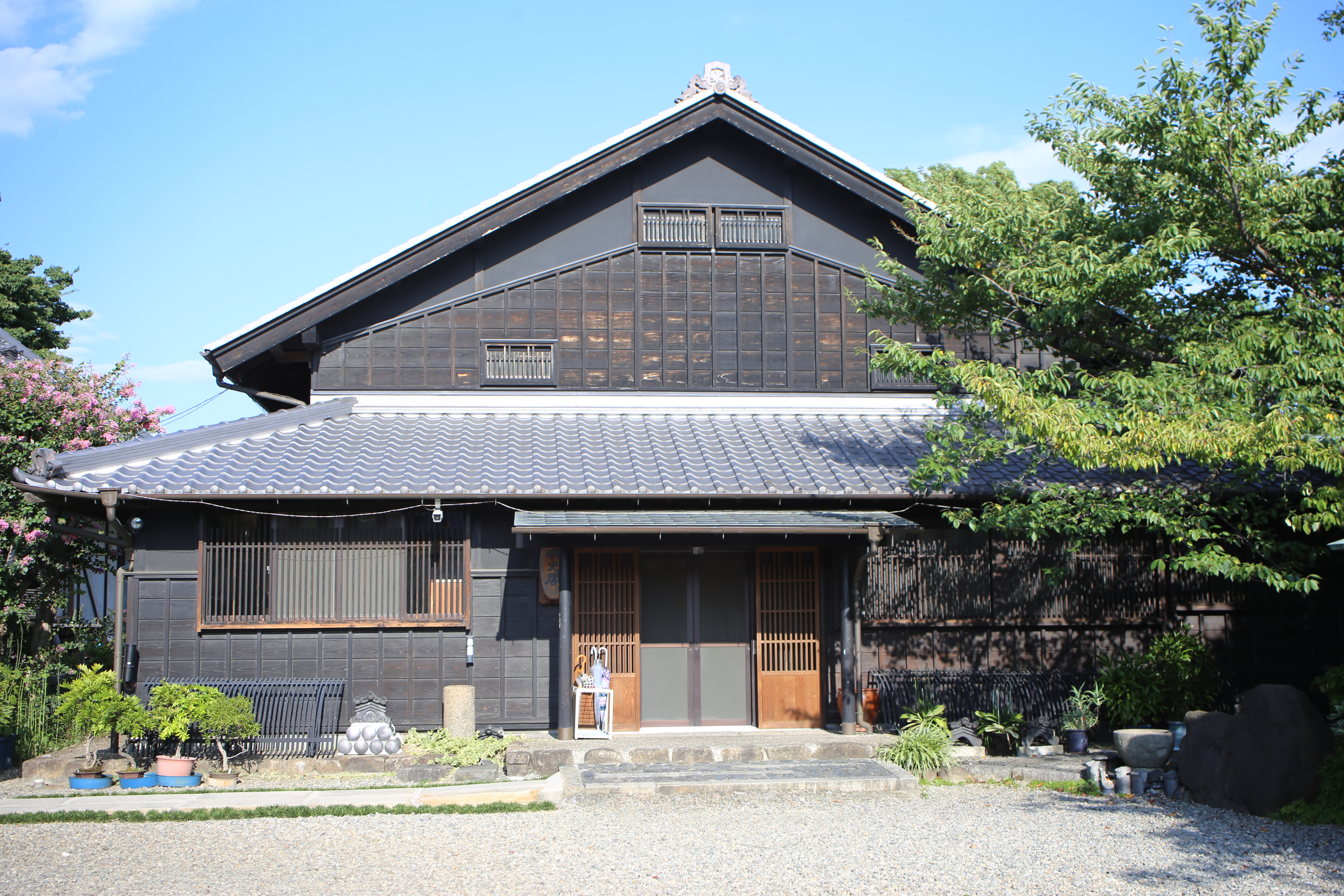
旧平手家住宅（2017年（平成29年）8月）

建造物の特徴の一つは、広い敷地を有しながら、建物が街道に直接面していることであり、商家が中心であったことを示していると考えられている。建物の外観は、平入2階建ての建物に格子付きという構造になっている。
中小田井は、庄内川に近いことから、古来より河川の氾濫に悩まされていたところである。そのため、歴史的建造物にも洪水を意識した構造が見られる。2階をすべて物置にせず、居室を設けていることもその工夫の一つである。浸水時に階段を使わずに荷物を2階へ上げられるように、2階の床板がすぐ外れるようになっていたり、仏壇を2階へそのまま巻き上げる構造を備えていたりするものもある。
現在は、街道沿いに点在する町家形式の雰囲気を残す建物や土蔵が散見される程度である。この地区の代表的な建物である平手家住宅も、2002年（平成14年）に地区内の願王寺境内に移築された。また、狭い街道を挟んだ各所では、個人住宅の建て替え等により集合住宅が立ち並ぶようになり、町並みの風情は失われつつある。屋根神様が存在するが同様に消えつつある。

## 世帯数と人口
2019年（平成31年）2月1日現在の世帯数と人口は以下の通りである。
| 丁目           | 世帯数    | 人口     |
| -------------- | --------- | -------- |
| 中小田井一丁目 | 607世帯   | 1,272人  |
| 中小田井二丁目 | 1,206世帯 | 2,622人  |
| 中小田井三丁目 | 804世帯   | 1,873人  |
| 中小田井四丁目 | 930世帯   | 2,041人  |
| 中小田井五丁目 | 1,123世帯 | 2,382人  |
| 計             | 4,670世帯 | 10,190人 |

### 人口の変遷
国勢調査による人口の推移
| 2000年（平成12年） | 9,179人  | [ 14 ] |  |
| 2005年（平成17年） | 10,210人 | [ 15 ] |  |
| 2010年（平成22年） | 10,413人 | [ 16 ] |  |
| 2015年（平成27年） | 10,645人 | [ 17 ] |  |

## 学区
市立小・中学校に通う場合、学校等は以下の通りとなる。また、公立高等学校に通う場合の学区は以下の通りとなる。
| 丁目           | 番・番地等 | 小学校                   | 中学校               | 高等学校 |
| -------------- | ---------- | ------------------------ | -------------------- | -------- |
| 中小田井一丁目 | 全域       | 名古屋市立中小田井小学校 | 名古屋市立山田中学校 | 尾張学区 |
| 中小田井二丁目 | 全域       | 名古屋市立中小田井小学校 | 名古屋市立山田中学校 | 尾張学区 |
| 中小田井三丁目 | 全域       | 名古屋市立中小田井小学校 | 名古屋市立山田中学校 | 尾張学区 |
| 中小田井四丁目 | 全域       | 名古屋市立中小田井小学校 | 名古屋市立山田中学校 | 尾張学区 |
| 中小田井五丁目 | 全域       | 名古屋市立中小田井小学校 | 名古屋市立山田中学校 | 尾張学区 |

## 交通

### 鉄道
- 名古屋鉄道（名鉄）
  - IY 犬山線 中小田井駅

### 主要道路
- 岩倉街道（愛知県道163号一場中小田井線）

## 施設

### 一丁目

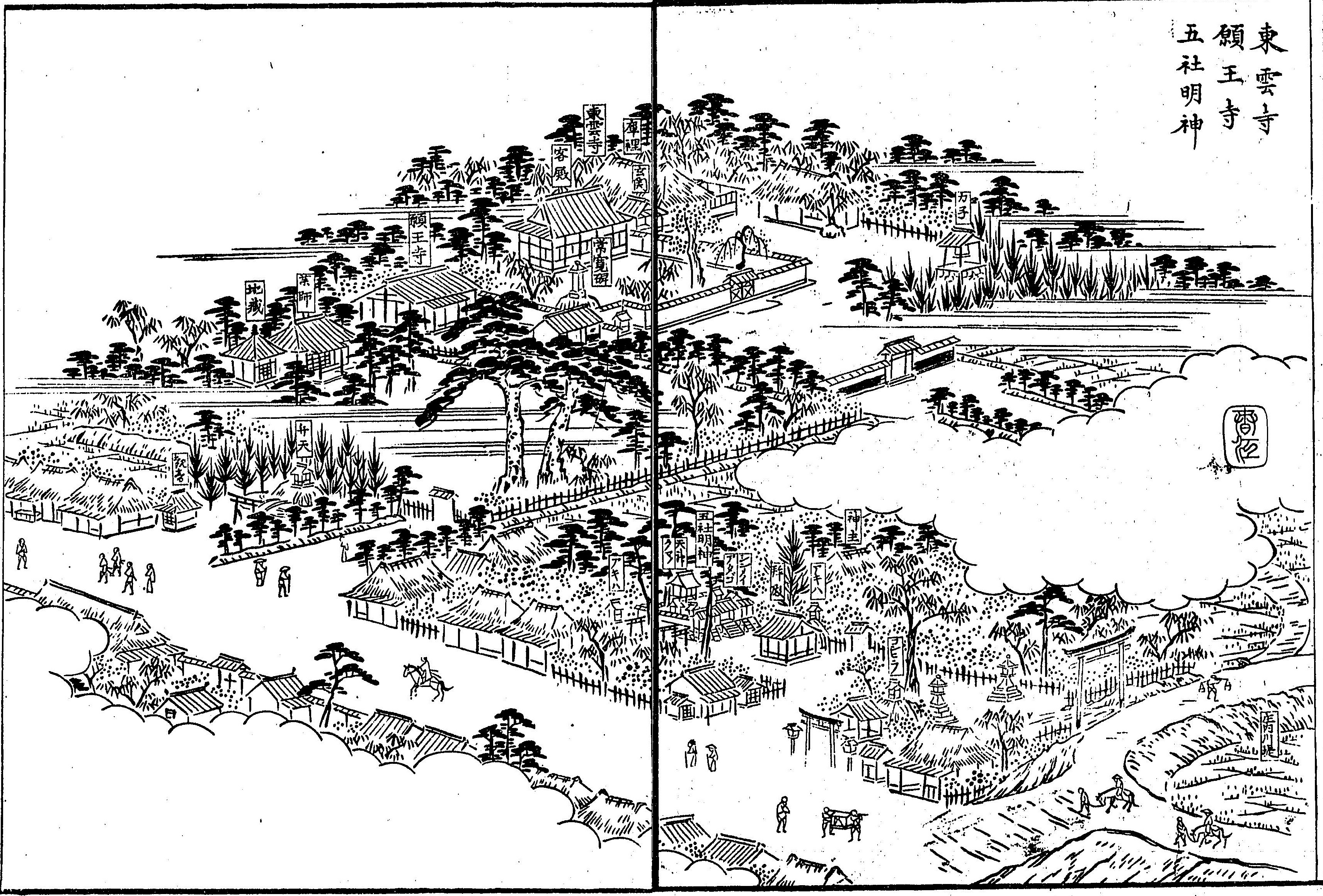
江戸時代末期の中小田井一丁目付近の様子（尾張名所図会）

- 五所社[7]
- 天台宗善光寺別院願王寺[7]
- 臨済宗妙心寺派東雲寺[7]
- 善光寺別院幼稚園[7]
- 中部電力枇杷島変電所
  - 1926年（大正15年）11月開設の変電所[20]。敷地面積は19683平方メートルあり、変圧器6基により運用されている[21]。

### 二丁目
- 中小田井公園[7]
- 二之条公園[7]
- 勘堀公園[7]
- JAなごや中小田井支店[7]
- 名古屋市立中小田井小学校[7]

### 三丁目
- 高田公園[7]
- NTT名古屋山田電話局[7]
  - 1968年（昭和43年）5月18日開局[22]。その管轄は当時の西区山田町および西春日井郡西枇杷島町であり、浄心電話局から6,463回線を引き継いだ[22]。局番は501・502・503[22]。

### 四丁目
- フジキカイ[7]

### 五丁目
- 愛知県立名古屋特別支援学校[7]
- 愛知県青い鳥医療療育センター[7]
- 名古屋中小田井郵便局[7]
  - 1970年（昭和45年）開局[23]。特定郵便局[23]。
- 大木曽公園[7]
  - 面積0.25ヘクタール[24]。1970年（昭和45年）開園[24]。

## その他

### 日本郵便
- 郵便番号 : 452-0822[3]（集配局：名古屋西郵便局[25]）。